# Parti révolutionnaire socialiste des ouvriers
Le Parti révolutionnaire socialiste des ouvriers (turc : Devrimci Sosyalist İşçi Partisi, DSIP) est un parti politique trotskyste en Turquie. Il a été fondé par Sevket Doğan Tarkan et ses camarades provenant du journal Le travailleur socialiste (Sosyalist İşçi en turc) en 1997. Le groupe avait des liens avec le Kurtulus Hareketi (Mouvement de libération) avant le coup d’État de 1980.
Un groupe d’opposition au sein du PRSO nommé Anticapitaliste a été formé après une scission. Ce groupe a cessé toute relation avec le DSIP après la scission[réf. souhaitée].
Le parti ne participait pas aux élections en Turquie, préférant supporter les alliances électorales d’extrême-gauche. Aux élections de 2007, ils ont annoncé leur soutien aux candidats indépendants du Parti de la société démocratique[réf. souhaitée].
Le PRSO est la section turque de la Tendance socialiste internationale, et supporte le magazine politique Altüst (tr)[réf. souhaitée].
Le PRSO a participé au mouvement altermondialiste durant les années 2000, par l'entremise du Forum social d'Istanbul, qu'il contribue à créer en 2002.
Le parti a été en 2012 l’un des participants au Congrès démocratique des peuples, une initiative politique à l’origine de la création du Parti démocratique des peuples.